# Nanman

Dinastía Zhou cosmografía de Huaxia y el Siyi: Dongyi al este, Nanman en el sur, Xirong al oeste, y Beidi al norte.

Nanman (en chino tradicional, 南蠻; en chino simplificado, 南蛮; pinyin, Nánmán; Wade-Giles, Nan-man; literalmente, ‘bárbaros del sur’) fue un término peyorativo dado en el pasado a los nativos de la zona suroccidental de China. Los expertos creen que está relacionado con el Sanmiao, de alrededor del tercer siglo antes de Cristo. Los Nanman eran un grupo multiétnico que incluye a los Zhuang, los Tai y algunos grupos no chinos de habla tibetana, como los Bai y los Miao. Nunca hubo ningún elemento que diera unidad a estos pueblos.
El Libro de los Ritos describe estereotipos antiguos sobre los Si Yi "Cuatro Bárbaros" que moraban en la periferia de China.
"Cada uno de los pueblos de estas cinco regiones – en los Estados Centrales, y los [Rong], [Yi], (y otras tribus salvajes en su entorno) – tenían sus características propias, que los distinguían. Las tribus al este eran denominadas [Yi]. Llevaban sus cabellos sueltos, y tatuajes en sus cuerpos. Algunos de ellos consumían alimentos crudos. Los que habitaban al sur eran denominados Man. Se tatuaban su frente, y tenían sus pies deformados. Algunos de ellos consumían sus alimentos sin cocerlos. Los que se encontraban al oeste eran denominados [Rong]. Llevaban su cabello suelto y se cubrían con pieles. Algunos de ellos no consumían alimentos a base de granos. Aquellos del norte eran denominados [Di]. Se vestían con cueros de animales y plumas de aves, y se refugiaban en cavernas. Algunos de ellos no consumían alimentos a base de granos. Los pueblos de los estados del Medio, y los [Yi], Man, [Rong], y [Di], tenían viviendas; alimentos de sabores distintivos; se vestían con ropajes adecuados; y usaban herramientas y tenían recipientes. En dichas cinco regiones, los idiomas de los pueblos no eran mutuamente comprensibles, y sus preferencias y deseos eran distintos. Para expresarse y comunicar sus ideas y preferencias contaban con oficiales – en el este denominados transmisores al sur representantes; al oeste, [Di-dis]; y al norte intérpretes.[El término 狄鞮 didi (ti-ti) se lo identifica como: “(anc.) Intérprete de los Di, bárbaros del oeste”. [Traducido y adaptado del inglés.]
Más allá de estos diversos estereotipos y descripciones existentes en el Libro de los Ritos, que con gran detalle hablan de su jerarquía social, su vestimenta, y la interdependencia entre las tribus de la época. En la actualidad los Miao o Hmong han sido estudiado por expertos en todas las regiones de China y el sudeste asiático, descubriendo sus costumbres ancestrales, su vestimenta tradicional y varios idiomas que han sobrevivido a lo largo de la historia. 
Durante el período de los Tres Reinos, el estado de Shu Han era dueño del suroeste de China. Tras la muerte del fundador del reino de Shu Han, Lui Bei, las tribus Nanman de la región se rebelaron contra el gobierno. Sin embargo, el canciller del reino, Zhuge Liang, lideró una expedición para aplastar la rebelión con éxito. Este período es uno de los más sangrientos de la historia de China. De hecho, es considerado el segundo periodo con más muertos después de la Segunda Guerra Mundial. Un censo nacional del año 280 a. C. siguiendo la reunificación de los Tres Reinos bajo los Jin, muestra un total de 2 459 840 hogares y 16 163 863 individuos, que solo es una parte de las 10 677 960 casas y 56 486 856 individuos registrados en la era Han. Aunque el censo no puede haber sido muy exacto debido a una multitud de problemas de la época, los Jin en el año 280 hicieron un intento de registrar todas las personas, incluidos los que identificaron como tribus Nanman o Miao, donde pudieron.
Para la época de la dinastía Tang, la mayoría de los Hmong habían sido exterminados o asimilados en la civilización china, excepto por las tribus rebeldes en Yunnan, y estaban gobernadas por los seis Zhao (趙). Los más al sur, denominados Mengshezhao (en chino tradicional, 蒙舍詔) o Reino de Nanzhao (en chino tradicional, 南詔), se unieron a los seis Zhao y fundaron el primer estado independiente Nanman documentado a comienzos del siglo VIII. La tribu ubicada en la realeza se cree era el pueblo Bai. Nanzhao regularmente pagaba tributos al jefe del distrito militar Jiannan Jiedushi (劍南節度使). Cuando la dinastía Tang fue declinando, Nanman ganó más independencia, pero fueron asimilados por las dinastías posteriores, especialmente por los mongoles, a partir de la dinastía Yuan. Sin embargo, algunos de los sobrevivientes Nanzhao ejercieron su influencia cultural y fueron llevados al sur en lo que es Laos, Tailandia, Vietnam, y Burma en la actualidad.
En chino antiguo, el exónimo Man (蠻) "bárbaros del sur" era un peyorativo gráfico escrito con el Radical 142 虫, que significa "insecto" o "reptil". En el diccionario de Xu Shen (hacia el 121) Shuowen Jiezi se define man como "Bárbaros del sur [quienes son] una raza escurridiza y astuta. [El carácter está tomado del radical] insecto/serpiente [y toma su pronunciación de] luàn 南蠻蛇種从虫䜌聲."